# ADAPTER。
ADAPTER。は、メトロノームのギタリスト・福助。のソロプロジェクト。

## 概要
モジュラーシンセなヴィジュアル系音楽家。神奈川県が生んだヴィジュアル界のテクノ番長。和とピコピコテクノサウンドを融合させた音楽性が特徴。
2021年7月27日、16周年記念配信にて公式HPのファンクラブ「CONCENT。」に加え、Mobile Fan Club「CONCENT。+」始動を発表、同日発足。

## メンバー
- 福助。（ふくすけ　12月9日-　） 
  - 身長183cm。血液型O型。神奈川県出身。
  - DJ-ADAPTER。としてDJ活動も行っている[1]。
  - フクスケという名前は有頂天の「フクスケ ゴーズ トゥ スクール」に由来。
  - ライブやMCに定評がある[要出典]。
  - 出身地である神奈川県や和柄を好む。好きなブランドはSOU・SOU。

### サポートメンバー
- ふーじ（9月16日-）：Dr.
  - 身長177.8cm。血液型A型。

- 沼倉真（8月14日-）：Gt.
  - グルグル映畫館でも活動。

### 旧サポートメンバー
- RIU（6月1日-）:Ba.
  - 2011年12月にADAPTER。のサポートを終了。
  - 現在へーけ、ケラ&ザ・シンセサイザーズなどで活動中。

## ディスコグラフィ

### シングル
- 裏 艶。（2008年11月18日、ライブ会場限定販売）
- ご自由にどうぞ（2009年1月23日、発売元：axiss music）
- 僕のLIFE/cw.FINAL ANSWER（2010年8月25日、発売元：ハピネットピクチャーズ）
- Please Please You（2011年2月16日、発売元：ハピネット）
テレビ東京「Vの流儀」2011年2月エンディングテーマ。
- 艶男。-adeosu-（2012年2月22日、発売元：ハピネット）
アニメ「BRAVE10」エンディングテーマ。オリコンシングル週間ランキング51位（2012年3月5日付）。
- また咲き誇る頃に（2013年4月13日、ライブ会場限定販売）
- CLARION（2014年1月13日、ライブ会場限定販売）
- ロックンロール（2014年3月28日、ライブ会場限定販売）
- 夢（2014年5月24日、ライブ会場限定販売）
- 僕に幸あれ（2014年7月13日、ライブ会場限定販売）
- 僕のルール（2014年9月15日、ライブ会場限定販売）
- 僕の未来が現在になる（2014年11月9日、ライブ会場限定販売）
- 青春リバイヴァー（2015年9月23日、発売元

：ART POP RECORDS）
- 傷んでる君と腐ってる僕（2016年4月29日、ライブ会場限定販売）
- 以心伝染心（2017年5月2日、ライブ会場限定販売）
- 鵜の目鷹の目（2018年4月18日、ライブ会場限定販売、ダウンロード音源）

### オリジナル・アルバム
- 音遊戯。（2011年3月23日、発売元：ハピネット）
- 籠/中/鵺。（2015年4月18日、発売元：ART POP RECORDS）
- 金烏玉兎の数奇心（2018年11月7日）
- 虹始見。（2020年9月9日）
- 廃頽的ノベルティ。 （2023年9月23日）

### ベスト・アルバム
- 頂門之十三針。（2012年7月4日）

### ミニ・アルバム
- SOUND SELECT（2005年7月27日、発売元：濱書房）
- 粋。（2006年4月5日、発売元：濱書房、ADAPTER。with Shit brave men名義）
- 艶。（2008年4月4日、販売元：axiss music）
- 宴。（2009年11月18日、販売元：LINK.ID RECORDS）

### DVD
- 初ワンマンおもひでDVD。「お初にお目にかかりやす。」ver.宴。（2010年2月13日、ライブ会場限定販売）
- LIVE DVD 「虹始見。」発売記念LIVE配信「虹始見。」（2020年12月2日）
- LIVE DVD「Go!Go!福助。NIGHT-2021-~ADAPTER。は実在した!!!~」 （2022年5月18日）

### コンピレーション
- トーキョーエレポップコレクション VOL.00（2008年7月4日）
参加楽曲：僕の嘘に騙されるな
- トーキョーエレポップコレクション VOL.01（2008年12月5日）
参加楽曲：はじめの一歩、キミトジャンピン（remixed by ADAPTER。）
- トーキョーエレポップコレクション VOL.02（2009年8月26日）
参加楽曲：僕の声
- CRUSH!2 -90's V-Rock best hit cover songs-（2011年11月23日）
参加楽曲：CASCADE「FLOWERS OF ROMANCE」カバー
- V-ANIME ROCKS!(2012年8月1日) 
参加楽曲：撲殺天使ドクロちゃん
- VOCALOID x V-ROCK collection(2012年9月19日)  
参加楽曲：いろは唄

### DJ-ADAPTER。
- マキシシングル「SHuTuP」（2012年12月9日、ライブ会場限定販売）